# Каросо (Бергамо)
Каросо је насеље у Италији у округу Бергамо, региону Ломбардија.
Према процени из 2011. у насељу је живело 185 становника. Насеље се налази на надморској висини од 356 м.